# Joachim Raff
"Joseph" Joachim Raff (født 27. maj 1822 i Lachen, Schweiz - død 24. juni 1882 i Frankfurt am Main, Tyskland) var en schweizisk/tysk komponist, lærer og pianist.
Raff var oprindeligt uddannet skolelærer, og underviste som sådan, men komponerede musik ved siden af dette. Han var selvlært, men fik med sine kompositioner Felix Mendelssohns opmærksomhed. Han slog sig ned i Tyskland, og blev Franz Liszt´s ven og assistent, og blev ligeledes venner med Hans von Bülow. Han har skrevet 12 symfonier, 18 orkesterværker, 19 kammermusikværker, 4 operaer, 9 koncerter, 4 suiter etc. Han underviste i komposition på Musikkonservatoriet i Franfurt am Main. Raff var i sin tid anererkendt som en både vigtig musiker og komponist. Hans sidste symfoni (nr. 11), blev færdiggjort af komponisten Max Erdmannsdörfer i 1883.

## Udvalgte værker
- Stor Symfoni (i E-mol)  (1855) (tabt) - for orkester
- Symfoni nr. 1 (i D-dur) "Til fædrelandet" (1859-1861) - for orkester
- Symfoni nr. 2 (i C-dur) (1866) - for orkester
- Symfoni nr. 3 (i F-dur) "I skoven" (1869) - for orkester
- Symfoni nr. 4 (i G-mol) (1871) - for orkester
- Symfoni nr. 5 (i E-dur) "Lenore" (1872) - for orkester
- Symfoni nr. 6 (i D-mol) "Levede - stræbte, led - anfægtede, døde - kurtiserede" (1873) - for orkester
- Symfoni nr. 7 (i H-dur) "I Alperne" (1875) - for orkester
- Symfoni nr. 8 (i A-dur) "Forårs lyde" (1876) - for orkester
- Symfoni nr. 9 (i E-mol) "Om sommeren" (1878) - for orkester
- Symfoni nr. 10 (i F-mol) "Ved efterårstid" (1879) - for orkester
- Symfoni nr. 11 (i A-mol) "Vinteren" (1876) - for orkester
- Sinfonietta (i F-dur) (1873) - for blæsere
- Klaverkoncert (1873) - for klaver og orkester
- 2 Violinkoncerter (1870-1877) - for violin og orkester
- 2 Cellokoncerter (1874-1876) - for cello og orkester
- 4 Suiter (1863-1877) - for orkester